# Marie Daiber

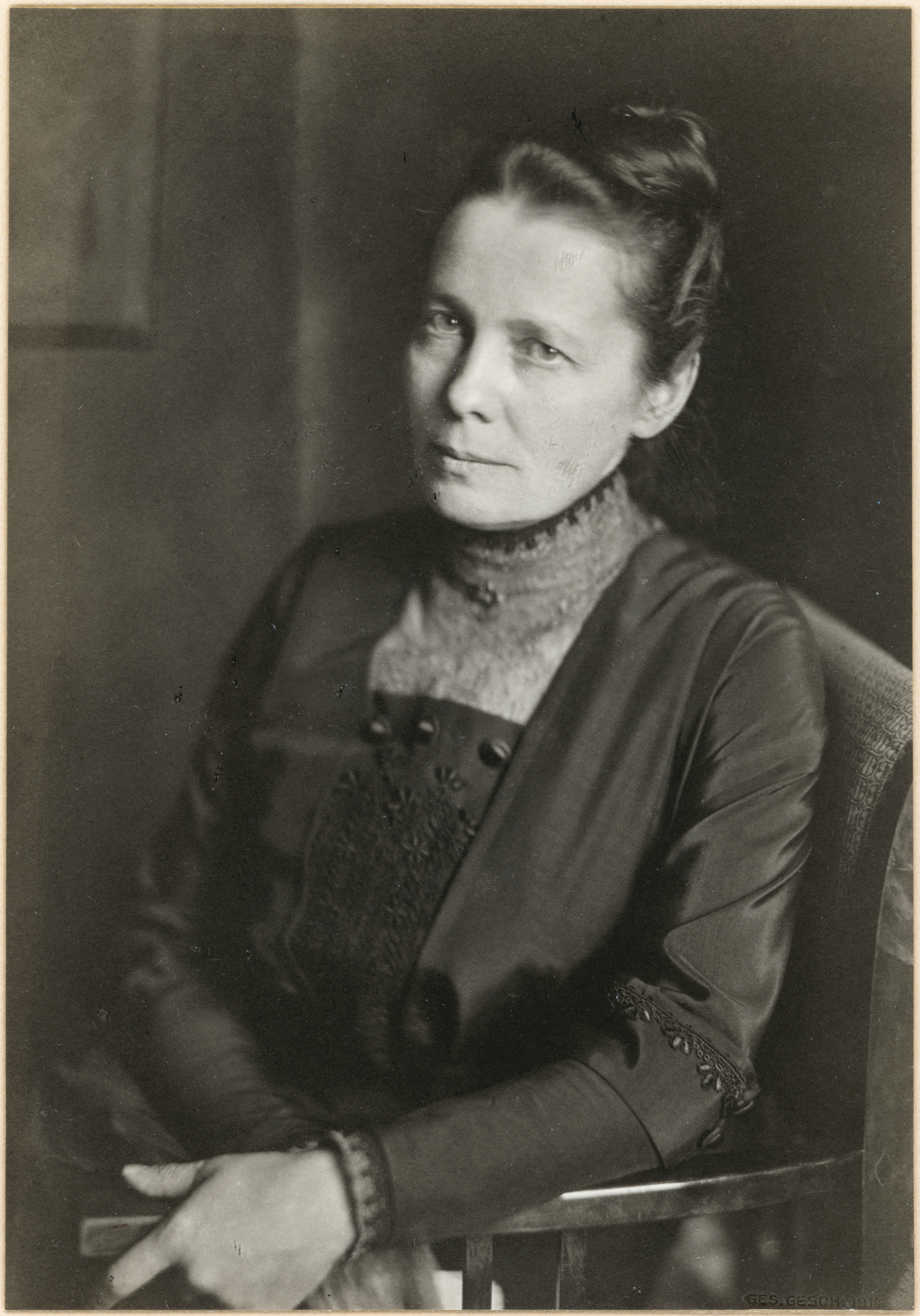
Marie Daiber, 1914

Marie Daiber (* 24. August 1868 in Esslingen; † 6. Juli 1928 in Genua) war eine deutsche Zoologin. Sie erwarb 1913 als erste Frau eine Venia legendi an der Philosophischen Fakultät II der Universität Zürich.

## Leben und Werk
Ihre Jugendzeit verlebte Marie Daiber in Stuttgart, wo ihr Vater seit 1870 am Katharinenstift als Lehrer der Naturwissenschaften unterrichtete. Sie absolvierte die Schule am Katharinenstift und das angeschlossene Lehrerinnenseminar und war anschliessend zehn Jahre lang als Privatlehrerin tätig. 
Das Hochschulstudium begann sie in Oxford, bevor sie sich 1899 an der Universität Zürich immatrikulierte. 1904 promovierte Marie Daiber bei Arnold Lang. Im selben Jahr trat sie eine Assistentenstelle am Zoologischen Institut der Universität Zürich an. Bis zu ihrer Beförderung zur Prosektorin des Instituts 1909 war sie daneben auch am Concilium Bibliographicum tätig.
1913 habilitierte sich Marie Daiber an der Universität Zürich und erhielt einen Lehrauftrag für vergleichende Embryologie. Ab 1914 war ihr zusätzlich der zootomisch-mikroskopische Übungskurs anvertraut. In Anerkennung ihrer Verdienste um das Zoologische Institut wurde sie 1922 zur Titularprofessorin ernannt. Marie Daiber verfasste eine grössere Anzahl Kapitel im Band «Anthropoda» von Arnold Langs Handbuch der Morphologie der wirbellosen Tiere und war an dessen Forschungen auf dem Gebiet der experimentellen Vererbungslehre beteiligt.